# Tous (Espagne)
Pour les articles homonymes, voir Tous.
Tous (en valencien et en castillan) est une commune de la province de Valence, dans la Communauté valencienne, en Espagne. Elle est située dans la comarque de la Ribera Alta et dans la zone à prédominance linguistique castillane. Sa population s'élevait à 1 314 habitants en 2013.

## Géographie

Localisation de Tous
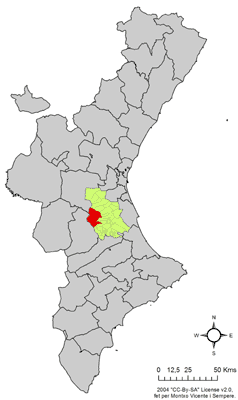
dans la Communauté valencienne.
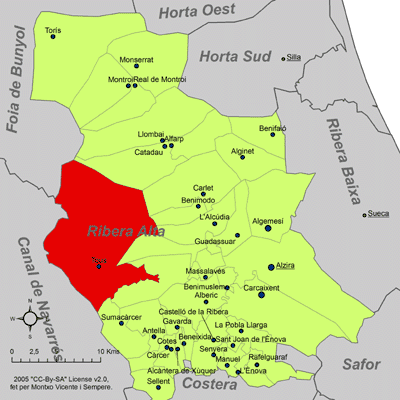
dans la comarque de la Ribera Alta.

### Localités limitrophes
Le territoire municipal de Tous est très étendu et voisin des communes suivantes :
Alzira, Alberic, Massalavés, L'Alcúdia, Benimodo, Carlet, Catadau, Dos Aguas, Guadassuar, Millares, Navarrés, Quesa et Sumacàrcer, toutes situées dans la province de Valence.

## Démographie
| 1990  | 1992  | 1994  | 1996  | 1998  | 2000  | 2002  | 2004  | 2005  | 2010  |
| ----- | ----- | ----- | ----- | ----- | ----- | ----- | ----- | ----- | ----- |
| 1.239 | 1.259 | 1.240 | 1.205 | 1.182 | 1.183 | 1.116 | 1.114 | 1.116 | 1.268 |

### Sources
- (es) Cet article est partiellement ou en totalité issu de l’article de Wikipédia en espagnol intitulé « Tous » (voir la liste des auteurs).